# Rungaspis capparidis
Rungaspis capparidis är en insektsart som först beskrevs av Bodenheimer 1929.  Rungaspis capparidis ingår i släktet Rungaspis och familjen pansarsköldlöss. Inga underarter finns listade i Catalogue of Life.